# Gatling (Waffenklasse)

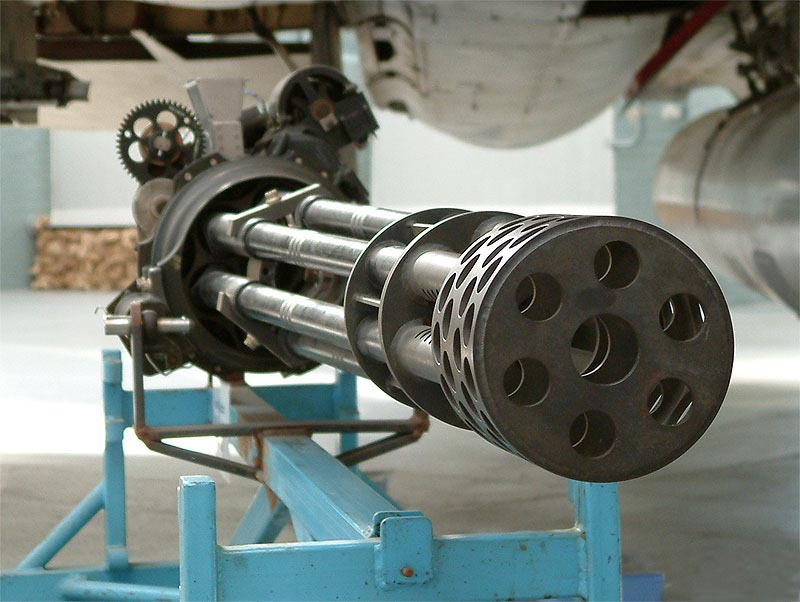
Das Gatling-Prinzip bei der M61-Vulcan-Maschinenkanone

Gatling-Waffen sind automatische Schusswaffen, deren Nachlademechanismus mittels der Rotation des um eine Drehachse angeordneten Laufbündels betrieben wird. Das Gatling-Prinzip wurde 1861 vom US-amerikanischen Erfinder Richard Jordan Gatling entwickelt und in der Gatling Gun eingesetzt. Später wurden sowohl Maschinengewehre als auch Maschinenkanonen entwickelt, die auf diesem Prinzip aufbauen.
Die Gatling-Bauweise vereint einen einfachen Ladevorgang mit einer hohen Kadenz bei hoher Verlässlichkeit.
Eine Gatling-Waffe ist trotz in Teilen ähnlicher Funktionsweise prinzipiell anders aufgebaut als eine Revolverkanone.

## Geschichte

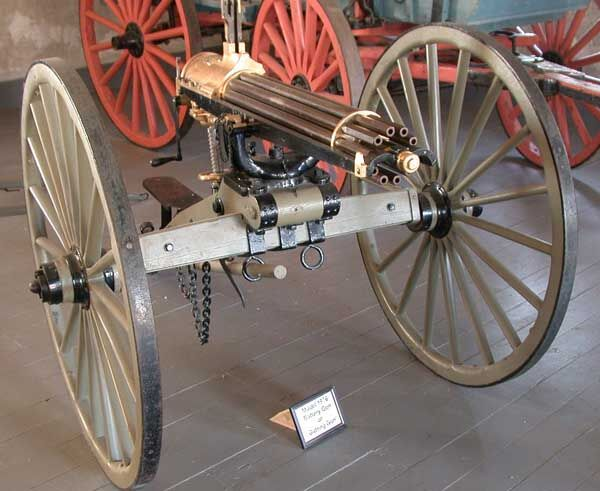
Gatling Gun, Modell 1876

Alle heutigen Gatling-Waffen sind Weiterentwicklungen der Gatling Gun, die 1861 während des Amerikanischen Bürgerkriegs erfunden wurde. Die Regierung der Vereinigten Staaten hatte zuerst kein Interesse daran; trotzdem kaufte der Unionsgeneral Benjamin Franklin Butler 12 Stück und setzte sie an der Front bei Petersburg ein.
Die ursprüngliche Gatling verfügte über sechs Läufe, was eine Überhitzung der Gewehrläufe verhinderte. Sie rotierten um eine Mittelachse. Die Patronen wurden durch die Schwerkraft von oben in die Kanone befördert. Gatling war nicht der erste, der über eine Kombination mehrerer Läufe nachdachte. Bereits im 18. Jahrhundert gab es entsprechende Ideen und auch die französische Mitrailleuse von Nordenfelt verfügte über mehrere Läufe.
Man benötigte vier Mann, um das Gatling-Maschinengewehr zu bedienen. Die leichtesten Modelle waren über 45 Kilogramm schwer. Das Modell 1876 war in der Lage, theoretisch 1200 Schuss pro Minute abzugeben, unter Einsatzbedingungen waren es noch etwa 400 Schuss pro Minute. Vor der Ablösung des Schwarzpulvers durch rauchschwache Pulver bestand zudem das Problem, dass sich beim Feuern eine große Wolke aus Pulverdampf bildete, die die Sicht des Schützen behinderte.
Eine ähnliche Waffe ist die 37-mm-Hotchkiss-Kanone, allerdings mit einem größeren Kaliber.
Anfang des 20. Jahrhunderts rüsteten die Armeen auf Rückstoßlader-Maschinengewehre um und so geriet das Gatling-Prinzip zunächst in Vergessenheit.

## Prinzip
Bei „Gatlings“ sind mehrere Läufe um eine Achse angeordnet, um die sie als Bündel rotieren. Jeder Lauf besitzt einen eigenen Verschluss und bei mechanischer Zündung auch einen eigenen Schlagbolzen. Die Verschlüsse werden durch Rollenbolzen in der Steuerkurve während einer vollen Umdrehung des Laufbündels entriegelt, geöffnet und wieder geschlossen, wobei beim Öffnen und Schließen das Nachladen erfolgt.
An dem entsprechenden Punkt einer Umdrehung wird eine Patrone in den geöffneten Verschluss eines Laufes geführt. Bei Weiterdrehung wird der Verschluss durch die Steuerkurve geschlossen und die Patrone in das Patronenlager geschoben und durch den gespannten Schlagbolzen gezündet. Bei der weiteren Drehung wird der Verschluss wieder zurückgezogen, wobei die leere Patronenhülse ausgezogen und ausgeworfen wird. Damit ist eine Umdrehung abgeschlossen; als Nächstes wird dann die nächste Patrone in den geöffneten Verschluss geführt. Dieser Prozess erfolgt bei allen Läufen kontinuierlich. Jeder Lauf gibt pro Umdrehung einen Schuss ab.

## Moderne Gatlings

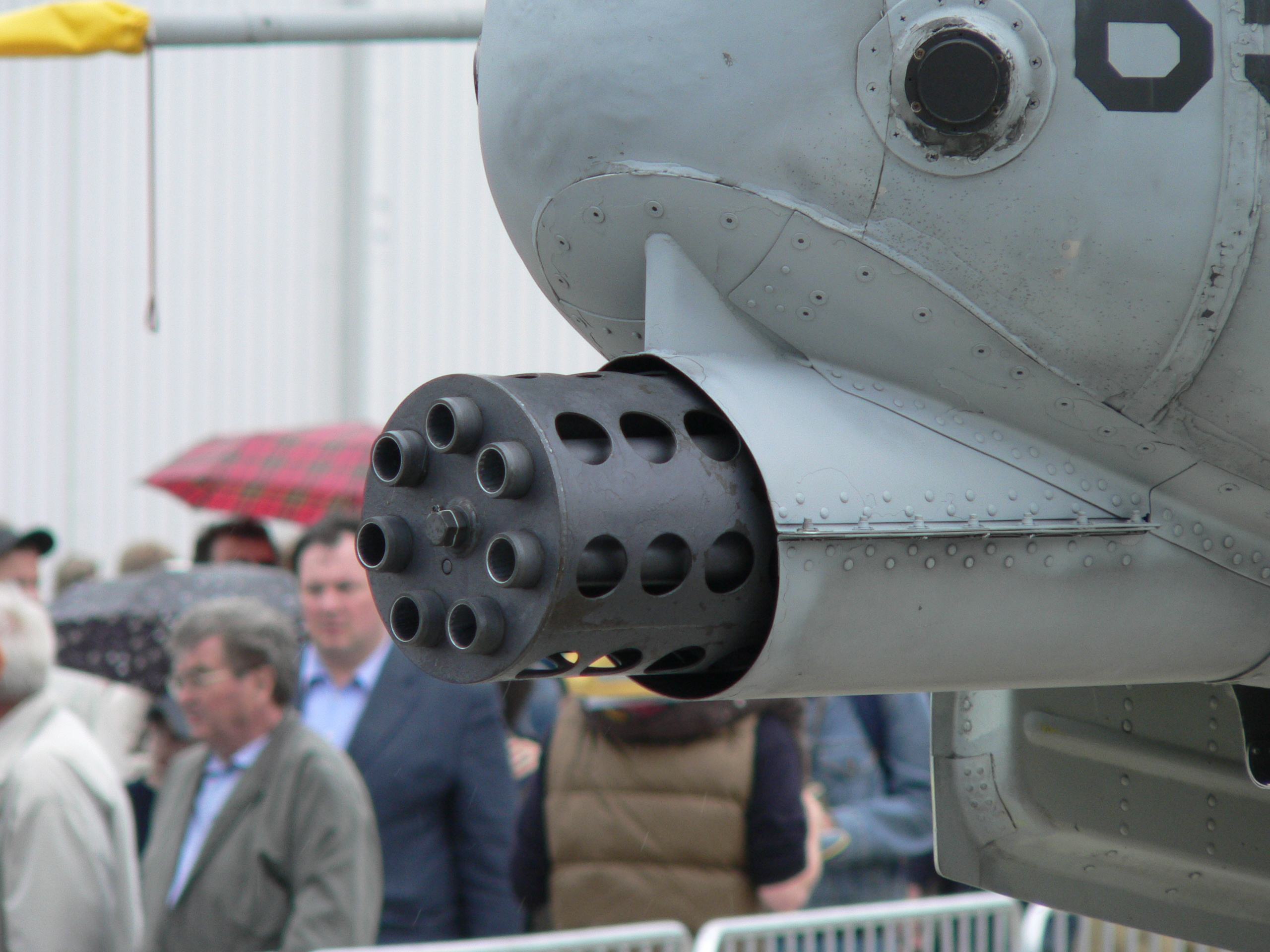
Mündung einer GAU-8/A Avenger einer A-10 Thunderbolt

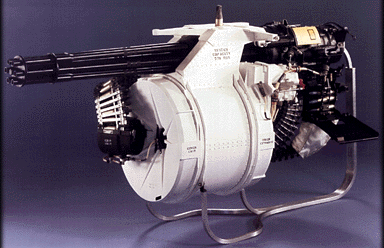
M61A1 Vulcan

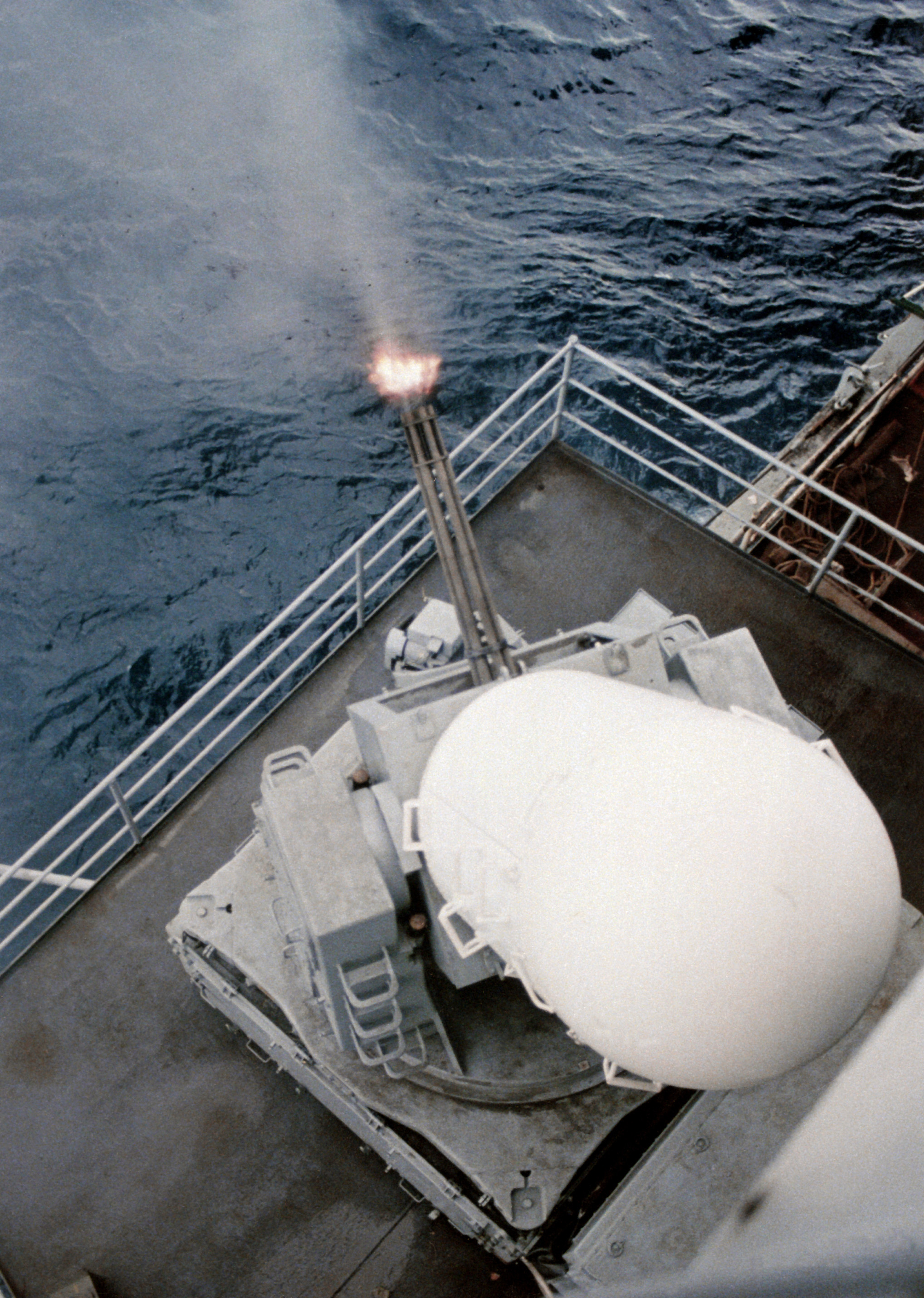
Raketenabwehrsystem Phalanx an Bord der America

Automatische Schusswaffen, die auf dem Gatling-Prinzip aufbauen, werden heute wegen hoher Feuerkraft in großem Umfang beim Militär eingesetzt, etwa zur Infanterieunterstützung, zur Flugabwehr oder als Bordbewaffnung von Land-, Luft- und Wasserfahrzeugen. Mit 10.000 Schuss pro Minute erreicht die russische Maschinenkanone Grjasew-Schipunow GSch-6-23 die höchste Feuerrate der gegenwärtig im Einsatz befindlichen Gatling-Konstruktionen. Es werden sowohl Gatling-Maschinengewehre als auch Gatling-Kanonen gefertigt, wobei analog der Unterscheidung zwischen Maschinengewehr (MG) und Maschinenkanone (MK) darin liegt, dass die MG Projektile verfeuern, wohingegen MK Granaten verschießen. Dementsprechend sind Gatling-Waffen in der Regel ab einem Kaliber von 20 mm Maschinenkanonen.
Verglichen mit Gatling-Waffen benötigen herkömmliche, einläufige, automatische Schusswaffen wegen der Erhitzung des einzelnen Laufes nach den Feuerstößen Feuerpausen zum Abkühlen, oder aber ein Auswechseln des Laufes in regelmäßigen Abständen oder aufwendige Kühlsysteme für die Läufe. Der Nachteil des höheren Gewichts der Gatling-Waffen kommt nicht so sehr zum Tragen, da sie für die üblichen Einsatzfälle auf Lafetten oder in Fahrzeugen oder Flugzeugen mit entsprechender Tragkraft montiert werden.
Auch Gatling-Waffen können für hülsenlose Munition (caseless) konstruiert werden, bei der das Treibmittel mit dem Geschoss vergossen ist und eine elektrische Zündung erfolgen kann. Dadurch kann der Zündzeitpunkt bei so enormer Kadenz (100 Schuss pro Sekunde) noch genauer eingehalten und so die Trefferlage verbessert werden. Allerdings reduziert sich aus thermischen Gründen die Dauerfeuerzeit, da die Metallhülsen herkömmlicher Munition einen großen Teil der Abwärme aufnehmen können und durch das Auswerfen von der Waffe abführen. Bei hülsenloser Munition muss die Waffe die Wärme aufnehmen und überhitzt bei Dauerfeuer dadurch schneller.

## Fremd- oder Eigenantrieb
Die ersten Modelle von Richard Gatling wurden noch mit einer Handkurbel über ein Schneckengetriebe angetrieben. Die Kadenz der Waffe war demzufolge stark von der Kraft des Bedieners abhängig. Moderne Gatling-Waffen werden meist fremdangetrieben; das heißt, das Laufbündel wird mittels eines elektrischen, hydraulischen oder pneumatischen Antriebs rotiert. Gatling-Waffen sind jedoch nicht in jedem Fall fremdangetrieben. Es ist bei den US-amerikanischen „Gatlings“ üblich, sie mit elektrischen oder hydraulischen Antrieben auszurüsten. Russische Entwicklungen dagegen sind über den Gasdruck mit Eigenantrieb ausgestattet; das heißt, sie sind Gasdrucklader. Der Vorteil des Eigenantriebes ist die kürzere Anlaufzeit, um die Rohre in Rotation zu versetzen. Damit verfeuert diese Waffe in der ersten Sekunde des Feuerstoßes mehr Geschosse als eine fremdangetriebene Gatling. Ein weiterer Vorteil der eigenangetriebenen Waffen ist, dass sie nicht von einer externen Energiequelle abhängig sind. Als Nachteil ist die geringere Funktionssicherheit anzuführen: Fremdangetriebene Gatlings werfen nicht gezündete Patronen einfach wieder aus, während Gasdrucklader stehenbleiben, da der fehlende Gasdruck die nächste Patrone nicht lädt. Abhilfe schaffen hier Pyrotechnische Kartuschen. Diese kleinen Zündsätze laden die Waffe durch (spannen bzw. entspannen die Waffe) und werfen somit die fehlgezündete Patrone aus. Beim erneuten Feuern der Kanone erledigt das wieder der Gasdruck der gezündeten Patronen.

## Abgrenzung

### Revolverkanone – Gatling-Kanone – Chain Gun
Eine Gatling-Kanone ist vom Funktionsprinzip her keine Revolverkanone. Eine Revolverkanone hat im Gegensatz zu normalen automatischen Schusswaffen eine sich drehende Patronentrommel, wie der Namensgeber Revolver, und nur einen Lauf, im Gegensatz zur Gatling. Es sind zwei völlig verschiedene Bauprinzipien von Waffen. Ein Beispiel einer Revolverkanone ist die mit der ursprünglichen Gatling zeitgenössische Union Repeating Gun. Auch ist eine Gatling keine Chain Gun. Diese ist eine einläufige, fremdangetriebene Maschinenkanone, welche abgesehen vom Fremdantrieb über eine Kette (engl. chain), eine klassische Maschinenkanone darstellt.

### Gatling-Gun – Minigun – Microgun
Mit Minigun bezeichnet man ein Maschinengewehr, welches nach dem Gatling-Prinzip arbeitet. „Gatling-Kanonen“ verschießen Granaten im Kaliber ab 20 mm, eine Minigun dagegen verschießt Maschinengewehrmunition. Eingeführt wurde der Name „Minigun“ als Suggestivbezeichnung der M134 oder GAU-17 und GAU-2, einer Gatling im Kaliber 7,62 × 51 mm (die Waffen sind identisch, nur mit anderen Bezeichnungen: Gun Aircraft Unit für die Air Force und M134 für die Army). Diese Maschinengewehre waren im Kaliber verkleinerte Entwicklungen früherer Gatling-Kanonen, wie der M61 Vulcan, deshalb die Bezeichnung „Minigun“. Fortgeführt wurde diese Bezeichnung mit der XM214, ebenfalls ein Maschinengewehr nach dem Gatling-Prinzip, jedoch im Kaliber 5,56 × 45 mm. Daher mit dem Suggestivnamen „Microgun“ versehen, da sie noch kleiner als eine Minigun war.

## Beispiele
| Name                        | Land     | Antrieb       | Typ | Anzahl Läufe | Kaliber in mm | Kadenz in min−1 | Mündungs- geschwindigkeit in m/s | Waffengewicht in kg |
| --------------------------- | -------- | ------------- | --- | ------------ | ------------- | --------------- | -------------------------------- | ------------------- |
| XM214 Microgun              | USA      | Fremdantrieb  | MG  | 6            | 5,56          | 10.000          | 990                              | 12,25               |
| Minigun (M134/GAU-2/GAU-17) | USA      | Fremdantrieb  | MG  | 5/6          | 7,62          | 4.000–6.000     | 854                              | 16                  |
| GECAL 50 (GAU-19)           | USA      | Fremdantrieb  | MG  | 3/6          | 12,7          | 1.000/2.000     | 887                              | 63                  |
| M61 Vulcan                  | USA      | Fremdantrieb  | MK  | 6            | 20            | 6.000           | 1.050                            | 112                 |
| Grjasew-Schipunow GSch-6-23 | Russland | Gasdrucklader | MK  | 6            | 23            | 10.000          | 745                              | 76                  |
| GAU-12 Equalizer            | USA      | Fremdantrieb  | MK  | 5            | 25            | 4.200           | 1.040                            | 122                 |
| GAU-8 Avenger               | USA      | Fremdantrieb  | MK  | 7            | 30            | 3.900           | 1.067                            | 281                 |
| Grjasew-Schipunow GSch-6-30 | Russland | Gasdrucklader | MK  | 6            | 30            | 6.000           | 845                              | 149                 |